# Sporting Kansas City
A Sporting Kansas City egy amerikai labdarúgócsapat, amelynek székhelye Missouri állambeli Kansas City városában található. A klubot 1995. június 6-án alapították és az észak-amerikai első osztályban, a Major League Soccer-ben szerepel. Hazai mérkőzéseit a 18 467 néző befogadására alkalmas Children's Mercy Parkban játssza.

## Sikerlista
- MLS
  - Bajnok (2): 2000, 2013

- US Open Cup
  - Győztes (4): 2004, 2012, 2015, 2017

## Játékoskeret
2023. április 5. szerint.
| #  |     | Poszt | Név            |
| -- | --- | ----- | -------------- |
| 1  | USA | K     | John Pulskamp  |
| 3  | ESP | V     | Andreu Fontàs  |
| 4  | GER | V     | Robert Voloder |
| 5  | COL | V     | Daniel Rosero  |
| 6  | SRB | KP    | Nemanja Radoja |
| 7  | SCO | CS    | Johnny Russell |
| 8  | USA | V     | Graham Zusi    |
| 9  | MEX | CS    | Alan Pulido    |
| 10 | ISR | KP    | Gadi Kinda     |
| 11 | USA | CS    | Khiry Shelton  |
| 12 | USA | V     | Kortne Ford    |
| 14 | GER | V     | Tim Leibold    |
| 15 | HON | KP    | Roger Espinoza |
| 17 | USA | KP    | Jake Davis     |
| 18 | BEL | V     | Logan Ndenbe   |

| #  |     | Poszt | Név                |
| -- | --- | ----- | ------------------ |
| 19 | USA | V     | Robert Castellanos |
| 20 | HUN | CS    | Sallói Dániel      |
| 21 | USA | KP    | Felipe Hernández   |
| 22 | USA | K     | Kendall McIntosh   |
| 23 | NGR | CS    | William Agada      |
| 24 | USA | V     | Kayden Pierre      |
| 25 | USA | CS    | Ozzie Cisneros     |
| 26 | GER | KP    | Erik Thommy        |
| 27 | CYP | CS    | Marinos Tzionis    |
| 28 | USA | KP    | Cameron Duke       |
| 29 | USA | K     | Tim Melia          |
| 30 | CAN | CS    | Stephen Afrifa     |
| 31 | USA | KP    | Danny Flores       |
| 54 | FRA | KP    | Rémi Walter        |
| 82 | USA | V     | Chris Rindov       |